# Harada-Norton-groep
In de groepentheorie, een deelgebied van de wiskunde, is de Harada-Norton-groep HN een sporadische enkelvoudige groep van orde
273030912000000
= 214 · 36 · 56 · 7 · 11 · 19
≈ 3 · 1014.
De groep is genoemd naar de ontdekkers ervan, Koichiro Harada (1975) en Simon Norton (1975). 
Het priemgetal vijf speelt een bijzondere rol in deze groep. De centralisator bijvoorbeeld centraliseert een element van orde 5 in de monstergroep en werkt bijgevolg natuurlijk in op een vertexoperatoralgebra over het veld met 5 elementen